# Kaguyak Village Site
Le Kaguyak Village Site est un site archéologique américain situé dans le borough de l'île Kodiak, en Alaska. Protégé au sein des parc national et réserve de Katmai, cet ancien village abandonné à la suite de l'éruption du Novarupta en 1912 est inscrit au Registre national des lieux historiques depuis le 23 juin 1978.